# Lucas Janszoon Waghenaer
Pour les articles homonymes, voir Janszoon.

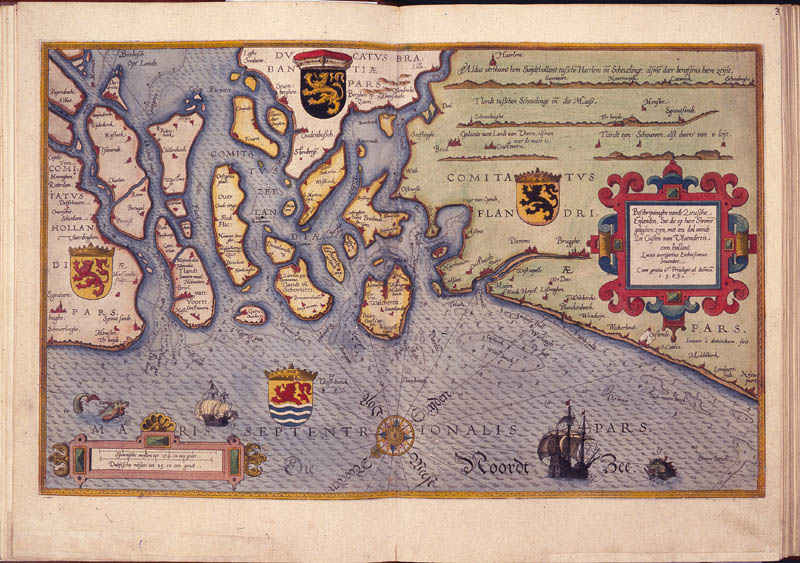
Extrait du Spieghel der Zeevaerdt

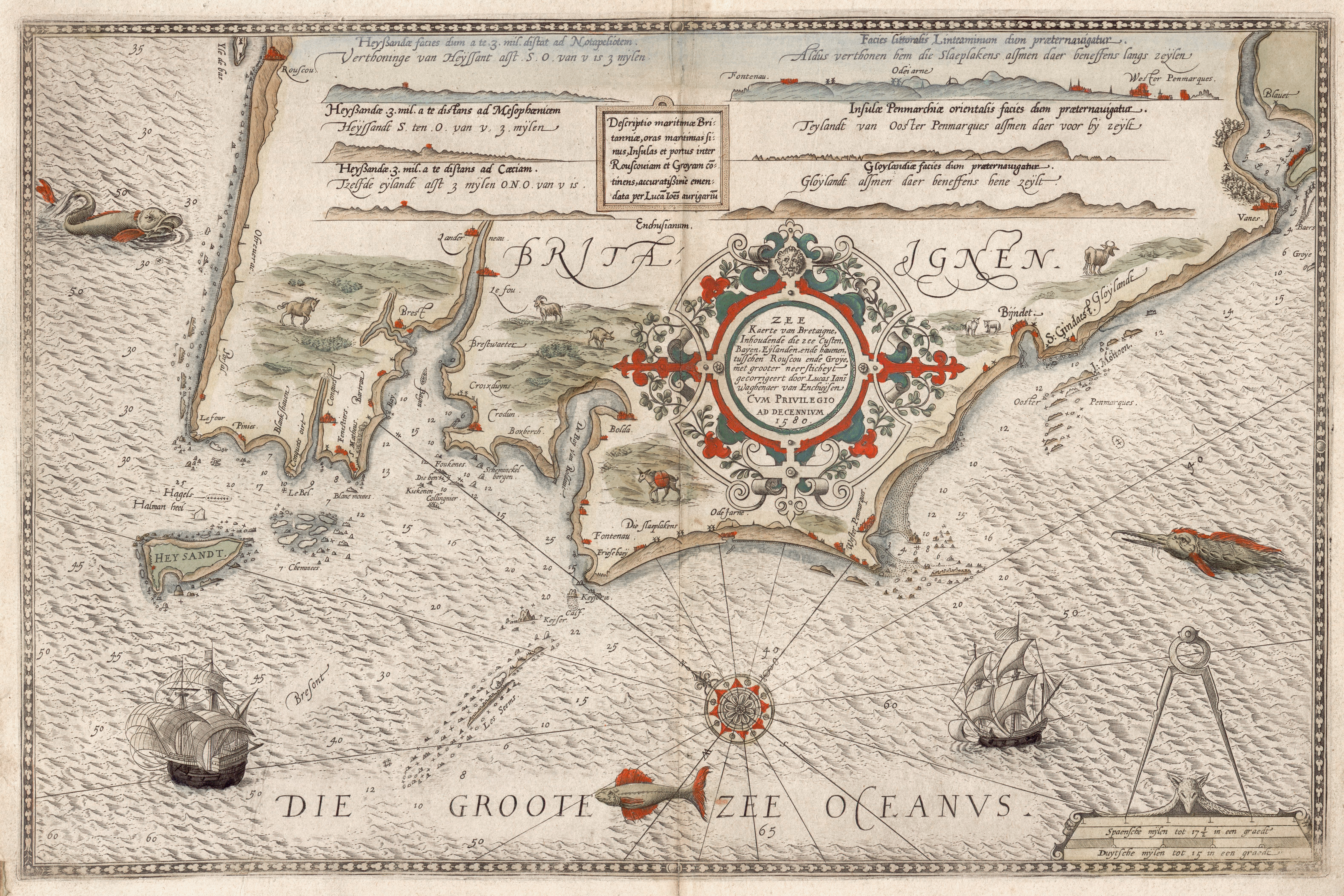
Carte de l'ouest de la Bretagne

Lucas Janszoon Waghenaer, né en 1533 ou 1534 à Enkhuizen et mort dans la même ville en 1605 ou 1606, était un marin et cartographe néerlandais. Il est le créateur de plusieurs cartes et guides maritimes, dont le plus connu est le Spieghel der Zeevaerdt. Il a collaboré avec Jan Huygen van Linschoten, marchand et explorateur originaire d'Enkhuizen, comme lui. Lucas Waghenaer a également enseigné les connaissances de la mer à une école de sa ville natale.

## Source
- (nl) Cet article est partiellement ou en totalité issu de l’article de Wikipédia en néerlandais intitulé « Lucas Janszoon Waghenaer » (voir la liste des auteurs).